# Briastre
Briastre település Franciaországban, Nord megyében. Lakosainak száma 695 fő (2022. január 1.). Briastre Solesmes, Viesly, Inchy és Neuvilly községekkel határos.

## Népesség
A település népességének változása:
| Lakosok száma | 758  | 748  | 747  | 748  | 745  | 750  | 732  | 713  | 695  |
|               | 2013 | 2015 | 2016 | 2017 | 2018 | 2019 | 2020 | 2021 | 2022 |